# Vandenberg (Band)
Vandenberg ist eine niederländische Hardrock-Band, benannt nach dem Gitarristen Adrian Vandenberg (Ad van den Berg; * 1954 in Den Haag).

## Bandgeschichte
Die Band entstand 1981 aus der Bluesrock-Formation Teaser, bei der Vandenberg mit Sänger Jos Veldhuizen zusammengearbeitet und 1978 ein Album veröffentlicht hatte. Nachdem Vandenberg erfolglos bei Thin Lizzy vorgespielt hatte, entstand das neue Line-up von Teaser, mit Adrian Vandenberg an der Gitarre, Bert Heerink als Sänger, Dick Kemper am E-Bass und Jos Zoomer am Schlagzeug. Das Demo brachte der Band, die sich nun Vandenberg nannte, einen Plattenvertrag mit Atlantic Records ein.
Das Debütalbum wurde im Studio von Jimmy Page, dem Gitarristen von Led Zeppelin, aufgenommen. Der Song Burning Heart verhalf der Band zum Durchbruch in den USA, wo sie unter anderem Ozzy Osbourne und Kiss im Vorprogramm auf Tourneen begleitete. Als Headliner tourten Vandenberg 1984 in Japan. Vom zweiten Album Heading for a Storm wurde die Single Different Worlds erfolgreich ausgekoppelt. 1986 wurde Heerink entlassen, die Demos mit Nachfolger Peter Struyk wurden aber von der Plattenfirma abgelehnt. Daraufhin löste sich die Band auf; Jos Zoomer und Peter Struyk schlossen sich Avalon an, Dick Kemper gründete No Exqze.
Adrian Vandenberg folgte dem Angebot von David Coverdale, als Gitarrist bei Whitesnake einzusteigen, wo er gemeinsam mit Vivian Campbell kurz nach Vollendung der Aufnahmen zum Erfolgsalbum 1987 die Nachfolge von John Sykes antrat. Zu hören war Vandenberg deshalb nur als Gastsolist auf der vorab neu aufgenommenen Single Here I Go Again. Am Nachfolgealbum Slip of the Tongue wirkte der Gitarrist wegen einer Armverletzung nur beim Songwriting mit. 1994 gründete Vandenberg zusammen mit Rudy Sarzo und Tommy Aldridge die Band Manic Eden, jedoch war er wieder an den Whitesnake-Alben Greatest Hits (1994) und Restless Heart (1997) beteiligt, ebenso an der Abschiedstournee 1998 und dem daraus resultierenden Unplugged-Livealbum Starkers In Tokyo. Seit 1999 widmet sich der Gitarrist verstärkt der Malerei. Für einige Dokumentationen von National Geographic komponierte er die Musiken.
2004 fand sich die Band Vandenberg zu einer Reunion zusammen, begleitet von der Veröffentlichung der Doppel-CD The Definitive Vandenberg. Im Januar 2005 folgte eine DVD mit einem Konzert der Japan-Tournee von 1984. Im Januar 2020 wurde die Veröffentlichung eines neuen Studio-Albums angekündigt, bei dem als neuer Sänger Ronnie Romero mitwirkt, der auch der aktuelle Leadsänger bei Rainbow und der Michael Schenker Group ist und u. a. Sänger bei CoreLeoni war. In der aktuellen Live-Besetzung singt Mats Leven.

## Besetzung
- Adrian Vandenberg – Gitarre
- Mats Levén – Gesang
- Randy van der Elsen – Bass
- Koen Herfst – Schlagzeug

## Diskografie

### Alben
| Jahr                       | Titel                  | Höchstplatzierung, Gesamtwochen, AuszeichnungChartplatzierungen (Jahr, Titel, Platzierungen, Wochen, Auszeichnungen, Anmerkungen) | Höchstplatzierung, Gesamtwochen, AuszeichnungChartplatzierungen (Jahr, Titel, Platzierungen, Wochen, Auszeichnungen, Anmerkungen) | Höchstplatzierung, Gesamtwochen, AuszeichnungChartplatzierungen (Jahr, Titel, Platzierungen, Wochen, Auszeichnungen, Anmerkungen) | Höchstplatzierung, Gesamtwochen, AuszeichnungChartplatzierungen (Jahr, Titel, Platzierungen, Wochen, Auszeichnungen, Anmerkungen) | Höchstplatzierung, Gesamtwochen, AuszeichnungChartplatzierungen (Jahr, Titel, Platzierungen, Wochen, Auszeichnungen, Anmerkungen) | Anmerkungen |
| Jahr                       | Titel                  | NL | BEF | DE | AT | CH | Anmerkungen |
| -------------------------- | ---------------------- | --- | --- | --- | --- | --- | ----------- |
| als Vandenberg             |                        | | | | | |             |
|                            |                        | | | | | |             |
| 1982                       | Vandenberg             | NL19 (6 Wo.)NL | — | — | — | — |             |
| 1983                       | Heading for a Storm    | NL14 (8 Wo.)NL | — | — | — | — |             |
| 1985                       | Alibi                  | NL18 (5 Wo.)NL | — | — | — | — |             |
| 2004                       | The Definitive         | NL80 (3 Wo.)NL | — | — | — | — |             |
| 2020                       | 2020                   | NL2 (2 Wo.)NL | BEF49 (1 Wo.)BEF | DE50 (1 Wo.)DE | — | CH11 (2 Wo.)CH |             |
| 2023                       | Sin                    | NL3 (1 Wo.)NL | BEF72 (1 Wo.)BEF | DE57 (1 Wo.)DE | — | CH31 (1 Wo.)CH |             |
| als Vandenberg’s Moonkings |                        | | | | | |             |
|                            |                        | | | | | |             |
| 2014                       | Vandenberg’s Moonkings | NL3 (6 Wo.)NL | BEF169 (1 Wo.)BEF | — | — | — |             |
| 2017                       | MK II                  | NL29 (1 Wo.)NL | — | — | — | — |             |

grau schraffiert: keine Chartdaten aus diesem Jahr verfügbar
Weitere Alben
- 1990: The Best of Vandenberg

### Singles
| Jahr | Titel Album                          | Höchstplatzierung, Gesamtwochen, AuszeichnungChartsChartplatzierungen (Jahr, Titel, Album, Platzierungen, Wochen, Auszeichnungen, Anmerkungen) | Anmerkungen |
| Jahr | Titel Album                          | NL | Anmerkungen |
| ---- | ------------------------------------ | --- | ----------- |
| 1983 | Burning Heart Vandenberg             | NL19 (8 Wo.)NL |             |
| 1983 | Different Worlds Heading for a Storm | NL18 (7 Wo.)NL |             |